# Абдул-Баха
Абдул-Баха́ (Абд ель-Баха; араб. عبد البهاءله — «слуга Баха»; уроджений Аббас Еффенді; нар. 23 травня 1844, Тегеран, Іран — пом. 28 листопада 1921, Хайфа) — одна з трьох центральних фігур Віри Бахаї. Старший син Бахаулли, призначений Ним єдиним правонаступником і Центром Віри Бахаї, єдиним правомочним тлумачем Його писань.

## Життєпис

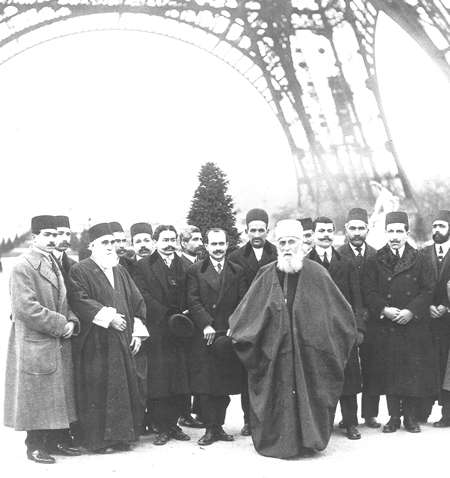
Абдул-Бага в Парижі. 1913 рік

Абдул-Баха народився 23 травня 1844 року (5 джумада-аль-авваль 1260) в Тегерані, Іран у сім'ї Бахаулли і Навваб. Його назвали Аббас Еффенді на честь діда Мірзи Аббаса Нурі. Він узяв собі ім'я Абдул-Баха («Слуга Баха») і присвятив своє подальше життя поширенню вчення батька.
У сім років Абдул-Баха захворів на туберкульоз. Хоча хвороба минула, він все ж страждав на приступи туберкульозу до кінця життя.
Коли Абдул-Баха виповнилося вісім років його батько був ув'язнений, а майно сім'ї було розграбоване. Разом зі своїм батьком, Абдул-Баха був засланий у Багдад, де прожив разом зі сім'єю дев'ять років. У 1863 році Бахаулла зі сім'єю був засланий у Стамбул. Потім сім'я була заслана у Едірне, а потім до міста-тюрми Акко у Палестині, сучасний Ізраїль.
В Акко Абдул-Баха одружився з Мунірою Ханум, дочкою давніх послідовників Баба. Шлюб був дуже щасливим, хоча з дев'яти народжених дітей п'ятеро померли.
Перед своєю смертю Бахаулла призначив його єдиним повноважним тлумачем свого вчення. Бахаї вбачають в Абдул-Баха взірець досконалого способу життя бахаї.
Абдул-Баха разом з його отцем переслідувався османською владою. Молодотурецька революція 1908 року звільнила його з 40-річного тюремного ув'язнення.
Ще коли Абдул-Баха залишався османським в'язнем, в Акку прибули (1898) перші паломники — бахаї з Заходу.
Після звільнення у 1908 році Абдул-Баха здійснив численні подорожі, які у 1911—1913 роках привели його до Європи й Америки. У вересні 1911 року Абдул-Баха прибув до Великої Британії, де відбувся його перший виступ у лондонській церкві Сіті Темпл.
Там він проголосив звістку Бахаулли про єдність і соціальну справедливість в релігійних громадах, товариствах пацифістів, профспілках, університетах, перед журналістами та чиновниками.
У роки Першої світової війни Абдул-Баха провів у Хайфі. Він не покинув Хайфу, не дивлячись ні на обстріли міста британським флотом, ні на погрози турецького командування. Він особисто організував широкомасштабні сільськогосподарські роботи, завдяки яким вдалося уникнути голоду в Хайфі і Акрі.
У 1920 році за гуманітарні заслуги (допомога голодуючим в Палестині під час війни) Абдул-Баха був нагороджений титулом лицаря Британської імперії.
Помер Абдул-Баха в Хайфі 28 листопада 1921 року.